# Nikolaus Lenau
Nikolaus Lenau, właśc. Nikolaus Franz Niembsch (od 1820) Edler von Strehlenau (ur. 13 sierpnia 1802 w Csatád, zm. 22 sierpnia 1850 w Oberdöbling) – austriacki pisarz epoki literackiej biedermeier.

## Dzieła
- Der Unbeständige, 1822
- Polenlieder, 1835
- Faust, 1836
- Savonarola, 1837
- In der Neujahrsnacht, 1840
- Die Albigenser, 1842
- Waldlieder, 1843
- Blick in den Strom, 1844
- Eitel nichts!, 1844
- Don Juan (fragment), 1844